# Żeszczynka
Żeszczynka – wieś w Polsce, położona w województwie lubelskim, w powiecie bialskim, w gminie Sosnówka.
W latach 1975–1998 miejscowość administracyjnie należała do województwa bialskopodlaskiego. 
Wieś jest sołectwem w gminie Sosnówka. Według Narodowego Spisu Powszechnego z roku 2011 wieś liczyła 273 mieszkańców i była czwartą co do wielkości miejscowością gminy.
Miejscowość jest siedzibą rzymskokatolickiej parafii Podwyższenia Krzyża Świętego. Wyznawcy prawosławia należą do parafii św. Anny w Międzylesiu.

## Części wsi
| SIMC    | Nazwa  | Rodzaj    |
| ------- | ------ | --------- |
| 0020190 | Pieńki | część wsi |
| 0020178 | Zady   | część wsi |
| 0020184 | Zapole | część wsi |
| 0020209 | Żuława | część wsi |

## Zabytki[11]
Kościół parafialny pw. Podwyższenia Krzyża Świętego z dzwonnicą i otoczeniem. Świątynia drewniana z 1 poł. XVIII w., pierwotnie cerkiew unicka, po 1875 prawosławna, po 1919 kościół rzymskokatolicki, z barokowym wyposażeniem wnętrza. Remont i konserwacja z 2004 nagrodzone Laurem Konserwatorskim.